# Bucheon FC 1995
O Bucheon FC 1995 é um clube de futebol sul-coreano sediado em Bucheon. A equipe compete na K-League Challenge.

## História
O clube foi fundado em 2007, por um grupo de torcedores do Bucheon SK quando o clube mudou para a cidade de Jeju, sendo um clube semi-profissional que disputava ligas amadoras até 2012. Em 2013, o clube mudou para a categoria profissional, ingressando na K-League.